# Terminator 2: Judgment Day (аркадная игра)
Terminator 2: Judgment Day (также T2: The Arcade Game) — компьютерная игра для аркадных автоматов в жанре шутер со световым пистолетом, основанная на художественном фильме «Терминатор 2: Судный день». Игра была выпущена Midway Manufacturing Company для игровых автоматов в 1991 году. Она разрабатывалась в тандеме со съёмочной командой фильма, некоторые актёры повторяют свои роли в игре, в которой представлены их оцифрованные персонажи. Сюжет игры во многом повторяет сюжет фильма, в игре игроки изображают киборга-терминатора Т-800, отправленного в прошлое, чтобы защитить Джона Коннора от убийства терминатором Т-1000. Благодаря успеху игры в игровых автоматах, игра была портирована на все популярные домашние приставки и выпущена студией Acclaim Entertainment для различных платформ под названием T2: The Arcade Game, чтобы избежать путаницы с другими основанными на фильме играми с таким же названием.

## Сюжет
Сюжет игры перекликается с фильмом «Терминатор 2: Судный день». Перепрограммированный людьми терминатор Т-800 должен спасти лидера человеческого сопротивления Джона Коннора и его мать Сару от Т-1000, посланного в прошлое убить их обоих, чтобы лишить человечество лидера.
Игрок берет на себя роль киборга-терминатора Т-800, уже захваченного и перепрограммированного человеческим сопротивлением, и сражается бок о бок с людьми против Скайнет в 2029 году. Т-800 и Джон Коннор проникают в штаб-квартиру Скайнет и уничтожают системный процессор. Обнаружив оборудование для перемещения во времени, Т-800 отправляется назад в 1990-е, в детство Джона, с миссией защитить его от Т-1000, которого Скайнет уже отправил для убийства мальчика. В прошлом Джон, Сара и T-800 атаковали системы Cyberdyne, чтобы предотвратить разработку и создание Скайнет. Т-1000 догоняет группу и преследует их на полицейском вертолёте и грузовике с жидким азотом. Т-800 способен заморозить и разбить Т-1000 жидким азотом, но тот растекается и быстро восстанавливается, продолжая преследование Джона. В конце концов, Т-800 должен помешать Т-1000 убить Джона и бросить его в чан с расплавленной сталью, чтобы окончательно его уничтожить.
В зависимости от исхода атаки на Cyberdyne в игре предусмотрены 2 концовки. Если всё оборудование было уничтожено, то игрок получает сообщение о том, что Судный день предотвращён; в противном случае исследования компании будут продолжены, и Судный день может наступить.

## Геймплей
Игра позволяет одному или двум игрокам взять на себя роль киборга T-800, запрограммированного для защиты Джона и Сары Коннор, и бойцов сопротивления от наступления Скайнет. Игровой процесс представлен от первого лица.
Игра состоит из семи этапов, причём первые четыре происходят во время войны людей и машин в 2029 году, а три последние — во время детства Джона в 1990-х годах.
1. Игрок пересекает поле боя, чтобы добраться до убежища человеческих беженцев.
2. В убежище игрок защищает беженцев от терминаторов.
3. Игроку необходимо отбивайться от терминаторов и самолётов Hunter-Killer, пока Джон едет на пикапе к главному объекту Скайнет.
4. Игрок вторгается на объект и уничтожает его главный компьютер, после чего персонаж игрока перенесется назад во времени.
5. Игроку предстоит уничтожить оборудование в исследовательской лаборатории Cyberdyne.
6. T-800 должен отбиваться от Т-1000, который использует полицейский вертолёт и грузовик с топливом, чтобы атаковать фургон спецназа, в котором Сара и Джон убегают на сталелитейный завод.
7. Игроку нужно уничтожить Т-1000 с помощью жидкого азота и расплавленной стали, чтобы спасти Джона Коннора.

В случае гибели Джона на 3, 6 или 7 этапах, игрок получает штраф к здоровью и должен повторить этот этап с самого начала.
Основным оружием игрока является пулемёт, который стреляет в автоматическом режиме до тех пор, пока нажат спусковой крючок. Нажатие кнопки сбоку активирует вторичное оружие (ракеты в 2029 году, патроны дробовика в 1990-х годах). Боекомплект оружия неограничен, однако при длительной беспрерывной стрельбе индикатор мощности на экране медленно уменьшается, а скорострельность замедляется. Индикатор медленно заполняется, когда спусковой крючок отпущен.

## Версии
Игра была портирована для 16-битных игровых приставок Sega Mega Drive и SNES, а также для 8-битных Sega Master System и Nintendo Game Boy. Из-за аппаратных ограничений версии игры для Mega Drive/Genesis и Master System не могли выполнять масштабирование, поэтому многие изображения были перерисованы в разных размерах. В версии для Game Boy подобная проблема была решена за счёт того, что враги двигались сбоку или сверху экрана. В версии для Game Boy используется музыка из аркадной игры Narc.
Игра также называлась T2: The Arcade Game, чтобы её не путали с платформером. В консольных версиях прицел оружия управляется игроком с помощью геймпада. Версия для SNES поддерживала световой пистолет Super Scope и мышь для SNES в дополнение к стандартному геймпаду. T2: The Arcade Game стала одной из немногих игр в Северной Америке с поддержкой светового пистолета Menacer для Sega Genesis, однако его аналог Light Phaser не поддерживался в 8-битной версии игры для Master System.
В 2021 году компания Arcade1Up анонсировала копию аркадного автомата T2 в масштабе 3/4. В кабинете работает оригинальная аркадная версия игры, а также в него встроен документальный фильм о создании игры. Сам кабинет Всё же кабинет 2021 года имеет несколько заметных отличий от оригинала. Например, оружия, которыми стреляет игрок из позиционных стали съёмными, а их цвет сменился с чёрного на красный и синий. Автомат 2021 года использует технологию Sinden, когда в оружие встроена небольшая веб-камера, отслеживающая белую границу на экране. Это связано с тем, что во всех автоматах Arcade1Up используются современные жидкокристаллические дисплеи.

## Рецензии и отзывы
| Иноязычные издания | Иноязычные издания                |
| Издание            | Оценка                            |
| ------------------ | --------------------------------- |
| Amiga Format       | 73 % (Amiga)                      |
| Amiga Power        | 57 % (Amiga)                      |
| AllGame            | (Arcade) · (SNES)                 |
| CVG                | 88/100 (Game Boy)                 |
| GamePro            | 16,5/20 (SNES)                    |
| GameZone           | С (Amiga)                         |
| Nintendo Power     | 13,1/20 (Game Boy) 12,8/20 (SNES) |
| The One            | 84 % (Amiga)                      |

В декабре 1991 года в США игра возглавила чарт RePlay для вертикальных аркадных автоматов и оставалась на вершине чартов RePlay upright arcade c начала и по апрель 1992 года. В апреле игра возглавила общий аркадный чарт US Play Meter как самая прибыльная аркадная видеоигра месяца в США, ненадолго вытеснив Street Fighter II. В Японии Game Machine в выпуске от 1 февраля 1992 года назвала Terminator 2 вторым самым успешным вертикальным аркадным устройством месяца. По версии Complex игра Terminator 2: Judgment Day попала на 18 строчку среди лучших аркадных игр 90-х. Брэд Кук из Allgame поставил аркадной версии 3,5 звезды из 5, отметив сложность.
Описывая версию для SNES, журнал GamePro назвал графику «полностью соответствующей аркадной версии». Они также похвалили оцифрованные голоса и увлекательный игровой процесс и пришли к выводу, что игра это «вероятно, единственное хорошее оправдание для покупки вами Super Scope», хотя лучшим способом управления в игре они назвали мышь для SNES. Electronic Gaming Monthly также оценил версию SNES как хороший порт, однако назвал его слишком сложным, поставив оценку 6,8 балла из 10. Бретт Алан Вайс из AllGame дал версии для SNES 3,5 звезды из 5 и написал: «Самый большой недостаток игры — это управление. Если у вас нет Super Scope (или, по крайней мере, мыши), игра сильно страдает, потому что вы не можете перемещать прицел так быстро или точно, как хотелось бы». Вайс назвал её «добросовестно воссозданной игрой», добавив: «Хотя она и не так хороша, как аркадная версия, она настолько хороша, как вы могли ожидать от 16-битной SNES».
Стив Брэдли из Amiga Format дал версии игры для Amiga оценку в 73 % и назвал ее «верным преобразованием» аркадной версии, а также «быстрой, яростной и неистовой, хотя и довольно ограниченной перестрелкой с кучей насилия, добавленной для пущей убедительности». Стюарт Кэмпбелл из Amiga Power оценил версию игры для Amiga в 57 % и посчитал, что это прогресс по сравнению с более ранней видеоигрой Terminator 2: Judgment Day от Ocean Software. Несмотря на это обзор критикует порт аркадной игры: «Графика слабая и некачественная, звук в основном ужасный, геймплей повторяющийся и быстро утомляющий, и вы, скорее всего, закончите это за три или четыре подхода». По мнению Мэмпбелла, версия для Amiga ощутимо уступает версии для Sega Mega Drive. CU Amiga поставила этой версии 90 %, назвав её «идеальным воссозданием фантастического аркадного опыта». Графику версии для Amiga журнал оценил выше, чем у версии для Mega Drive, отметив, что игра была проще аркадной версии.